# 五位ダム
五位ダム（ごいダム）は、富山県高岡市福岡町五位・堀切に所在する小矢部川水系子撫川のダムである。矢瀬尾川と三合谷川との合流点付近（天端標高192.0m）に位置する。
富山県が管理する県営ダムで、高さ57.0メートル、集水面積13.8km2の全国でも珍しい中心遮水ゾーン型ロックフィルダム。造成費用は約210億円。

## 目的
氷見市及び高岡市の一部の田畑にて農業用水を供給するほか、河川環境の保全のための河川流量の確保を目的としている。

## 建設の過程
個別に出典が提示されているものを除く出典→
- 1967年 - 予備調査開始。
- 1971年4月 - 計画直轄調査開始。
- 1973年4月 - 全体実施設計開始。
- 1978年11月 - 事業計画の確定および国営氷見農業水利事業が着工。
- 1980年
  - 5月7日 - 五位ダム用地調印式[5]。
  - 11月 - 五位ダム建設工事着工。
- 1982年12月 - 五位ダム仮排水路工事着工。
- 1986年
  - 4月 - 五位ダム堤体基礎掘削着手。
  - 10月7日 - 五位ダム定礎式[6]。
- 1989年11月 - 五位ダム盛立完了。
- 1991年10月7日 - 五位ダムのダム部分完成、湛水式が挙行され、湛水試験開始[7]。
- 1992年
  - 4月 - 五位ダム試験湛水が満水に至り、五位ダムの全工事が完成。
  - 10月 - 国営氷見農業水利事業の完工式。
  - 同年、延長4㎞のダム湖畔を周遊出来るサイクリングロードを整備[1]。
- 1993年4月 - 富山県によるダム管理業務開始。

## 関連施設
- とやま・ふくおか家族旅行村（五位ダムのダム湖沿いに位置するレジャー施設）
- 五位山大橋（五位ダムのダム湖に架かる橋梁）
- 子撫川ダム（五位ダムの下流に位置するダム）